# Cassolada
|  | Aquest article tracta sobre la forma de protesta amb repic d'atuells. Si cerqueu la pràctica popular amb relació a les segones núpcies d'una persona vídua, vegeu «esquellotada». |

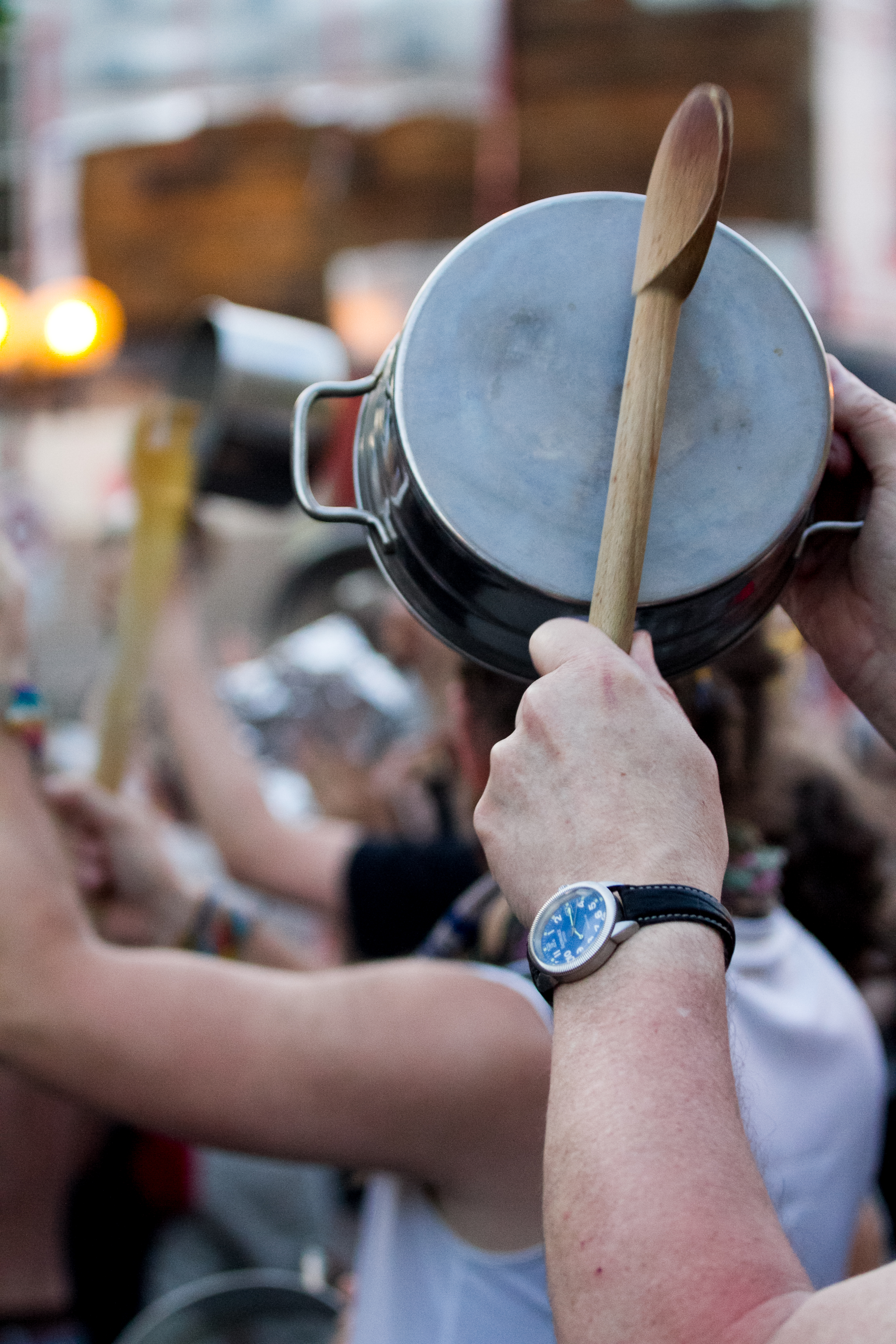
Cassolada de protesta a Mont-real el 2012.

Una cassolada és una forma de protesta popular consistent en un grup de persones cridant l'atenció amb el repic d'atuells, sigui picant olles, paelles o altres estris. La peculiaritat d'aquest tipus de manifestació és que la gent pot protestar des de casa seva i s'aconsegueix així un nivell de suport i de participació més alt.

## Etimologia
El terme fou acceptat com a normatiu en català el 2018. Fins aleshores, tan sols era acceptat en el sentit de "menjar que s'ha cuinat d'un cop en una cassola", però no com un tipus d'expressió de protesta, a diferència del que passava en altres llengües, i en aquest darrer significat, solament existia com a terme usat pel llenguatge popular. El 2018, després de ser triat neologisme de l'any per votació popular en la iniciativa organitzada per l'Observatori de Neologia (OBNEO) del Departament de Traducció i Ciències del Llenguatge de la Universitat Pompeu Fabra (UPF) i l'Institut d'Estudis Catalans (IEC), el terme es va incorporar oficialment al Diccionari de la llengua catalana, amb aquesta accepció, com a neologisme.

## Orígens
Aquesta pràctica té els seus orígens en territoris de parla castellana, en particular, Veneçuela, l'Argentina, Xile, Colòmbia, l'Uruguai, Cuba i Espanya. En llengua castellana, cacerolazo o cacerolada designa una mena de protestes en què es repiquen tota mena d'atuells (no pas cassoles, solament). Sembla que té l'origen a l'Amèrica del Sud, concretament a Xile. És un terme propi del castellà perquè l'acció era de bon principi pròpia i exclusiva dels països hispanòfons. Aquest tipus de manifestació es va engegar el 1971 a Xile, davant l'escassetat de productes industrials durant el govern de Salvador Allende.

## Als Països Catalans
A Catalunya el terme «cassolada», tot i que s'havia utilitzat anteriorment, el 2003, el seu ús comença a generalitzar-se i es va fer servir per referir-se a les protestes endegades per la Plataforma Aturem la Guerra, amb més 250 organitzacions, entitats, partits i sindicats que s'oposaven a la invasió d'Iraq. Un any més tard, el 2004, va tornar a sentir-se al carrer arran dels atemptats a quatre trens de rodalies de Madrid. Amb el lema «Les vostres guerres, els nostres morts. Volem saber», dos dies més tard de l'atac i un abans de les eleccions espanyoles, la ciutadania es dirigia al Govern del Partit Popular, que estava informant sobre una línia d'investigació falsa que apuntava ETA com a autora dels atemptats. Més endavant, el 2011, torna a generalitzar-se el seu ús arran de les protestes del Moviment 15-M. I, encara, més endavant, per a referir-se a les protestes convocades, en el marc del procés sobiranista, per reclamar la independència, però també, el 2016, per protestar a Barcelona, per la decisió judicial i per les actuacions policials relacionades amb els desallotjats de l'anomenat Banc expropiat, entre d'altres. Més endavant, el 2017, per a reclamar el referèndum de l'1 d'octubre, tornen a fer-se pressents.

## En d'altres indrets
De la primeria del segle XX ençà, aquesta pràctica també s'ha estès en territoris de parla anglesa i francesa, sobretot al Quebec, així com a Islàndia i Turquia durant les protestes de 2008 i de 2013, respectivament.